# Sant'Andrea (Venise)
Ne doit pas être confondu avec Île de Sant'Andrea.
Pour les articles homonymes, voir Sant'Andrea (homonymie).
Sant'Andrea est une île de la lagune de Venise, en Italie. 

## Galerie

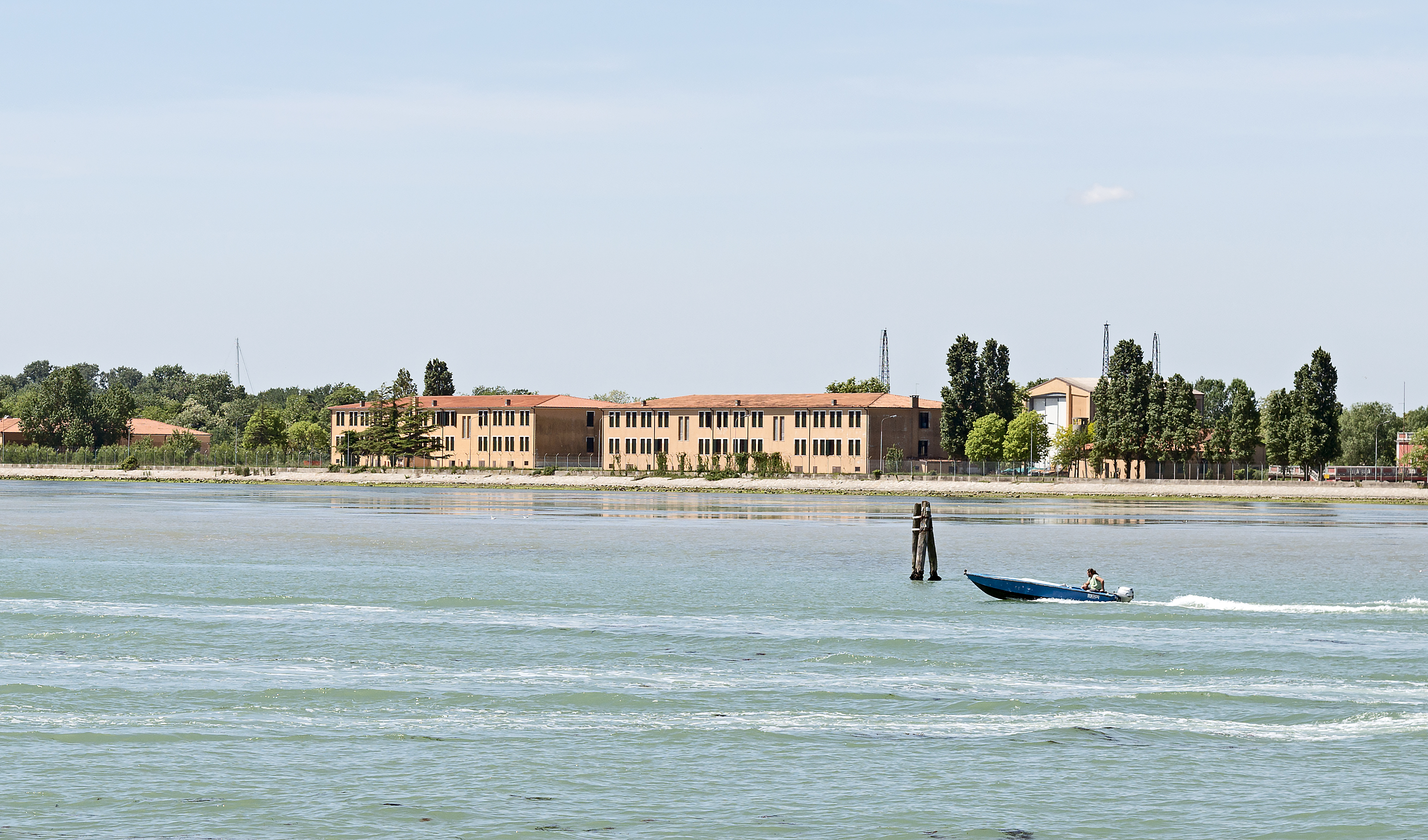
Caserne Sant'Andrea
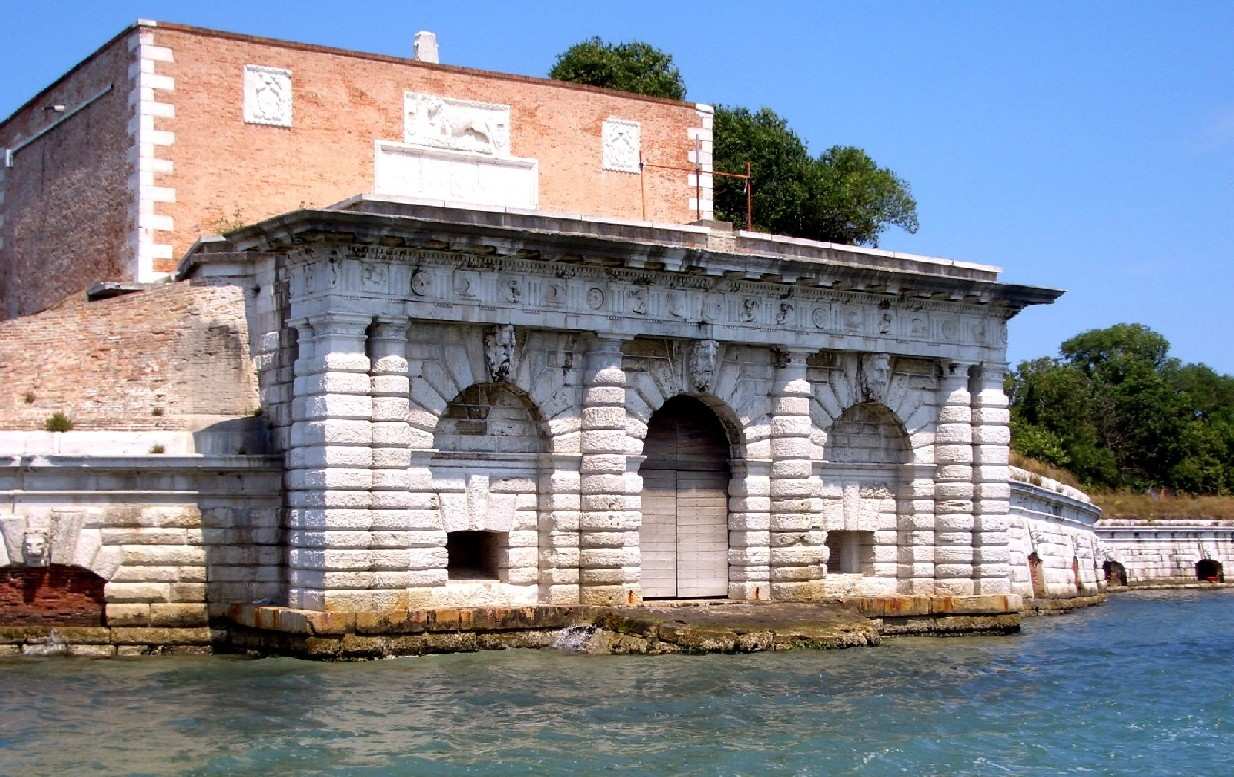
Forte Sant'Andrea
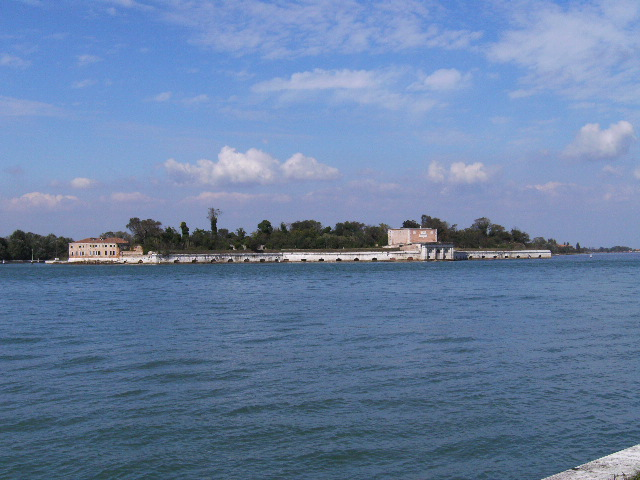
Vue générale